# Église Saint-Pierre de La Réole
Pour les articles homonymes, voir Église Saint-Pierre.
L'église Saint-Pierre est une église catholique située dans la commune de La Réole, dans le département de la Gironde, en France.

## Localisation
L'église est située sur la place Albert-Rigoulet, accolée au prieuré de La Réole.

## Historique
L'église est initialement construite au XIIe siècle dans le style roman. Sévèrement saccagée ainsi que le prieuré par les troupes huguenotes au cours des guerres de Religion, en 1577, elle est entièrement reconstruite au cours du XVIIe siècle en style gothique avec un portail latéral plus précisément de style gothique flamboyant. Elle comporte une nef unique et trois travées.
À la Révolution, les moines sont chassés de leur prieuré et l'église Saint-Pierre fermée au culte, transformée en halle à fourrage puis vouée au culte de la Raison et de l'Être suprême. En 1812, l'orgue est retiré de l'église et réparti entre la cathédrale Saint-André de Bordeaux pour son buffet et sa tuyauterie « visible » et l'abbatiale Sainte-Croix de Bordeaux pour son mécanisme et sa tuyauterie arrière.
En mai 1839, elle devint église paroissiale de la commune.
Depuis novembre 2015, l'église a retrouvé l'orgue qui lui avait été enlevé en 1812.
L'édifice est classé au titre des monuments historiques en 1846.

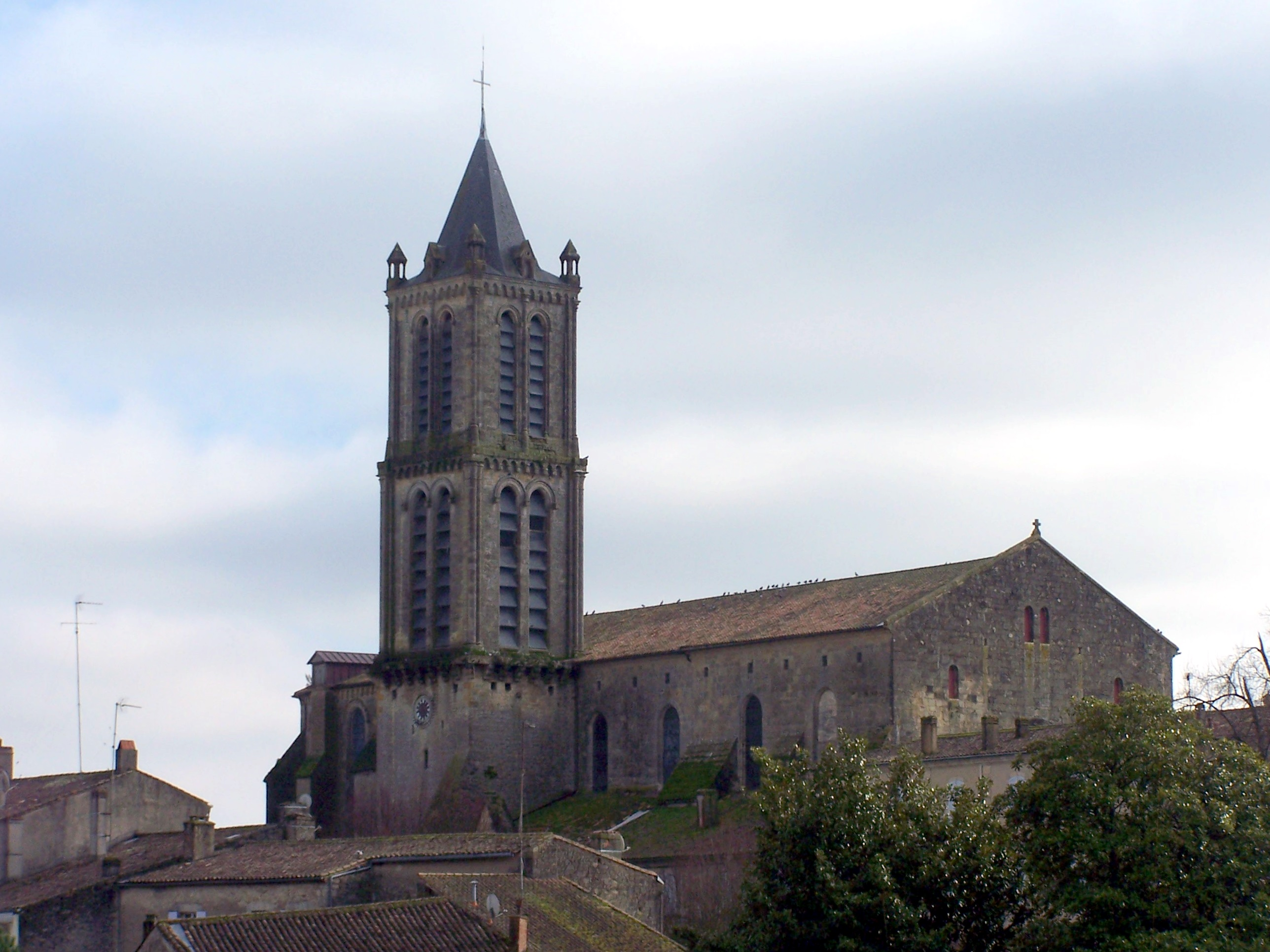
Vue d'ensemble de l'église (janvier 2010)
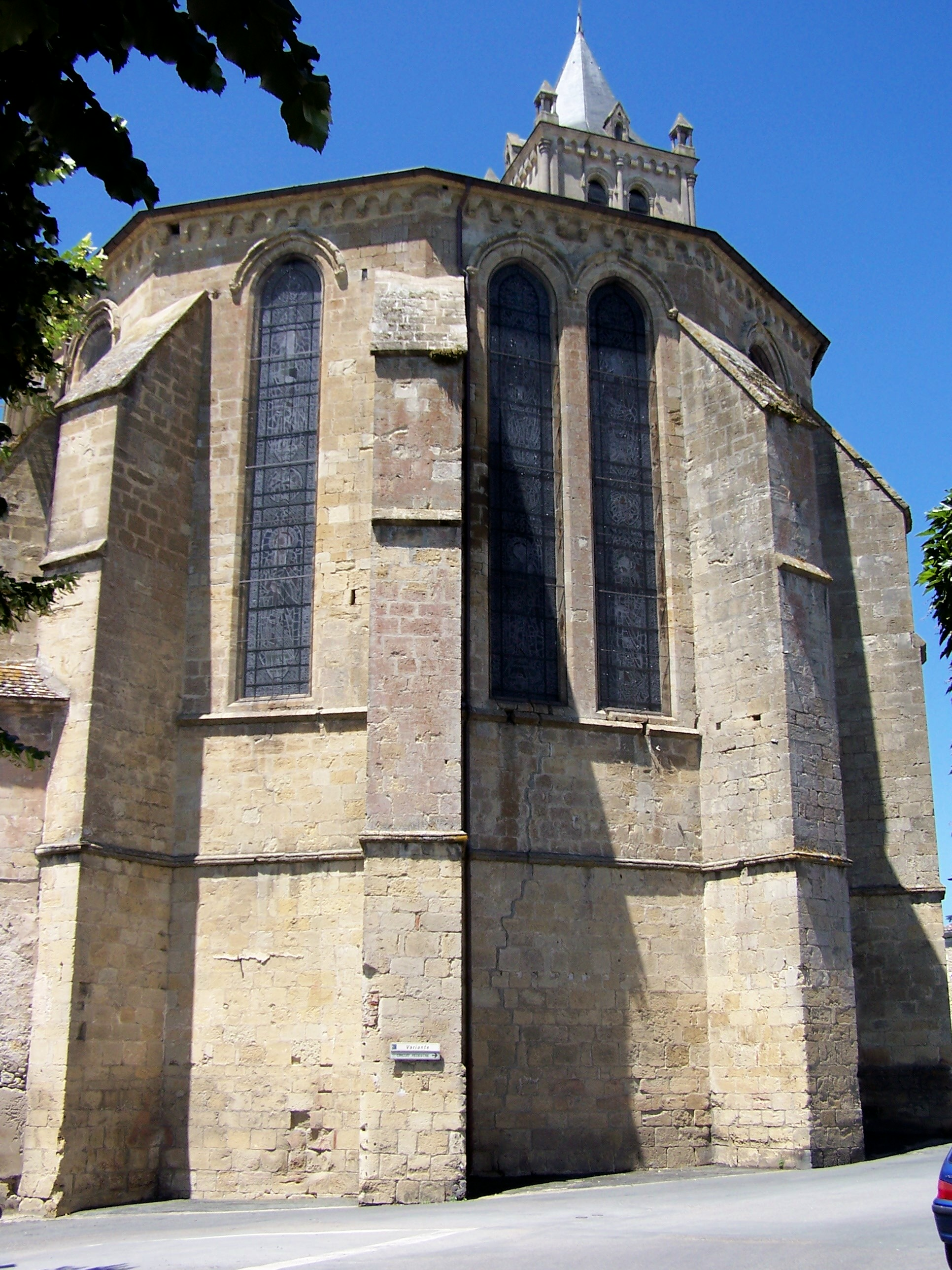
Le chevet (mai 2009).
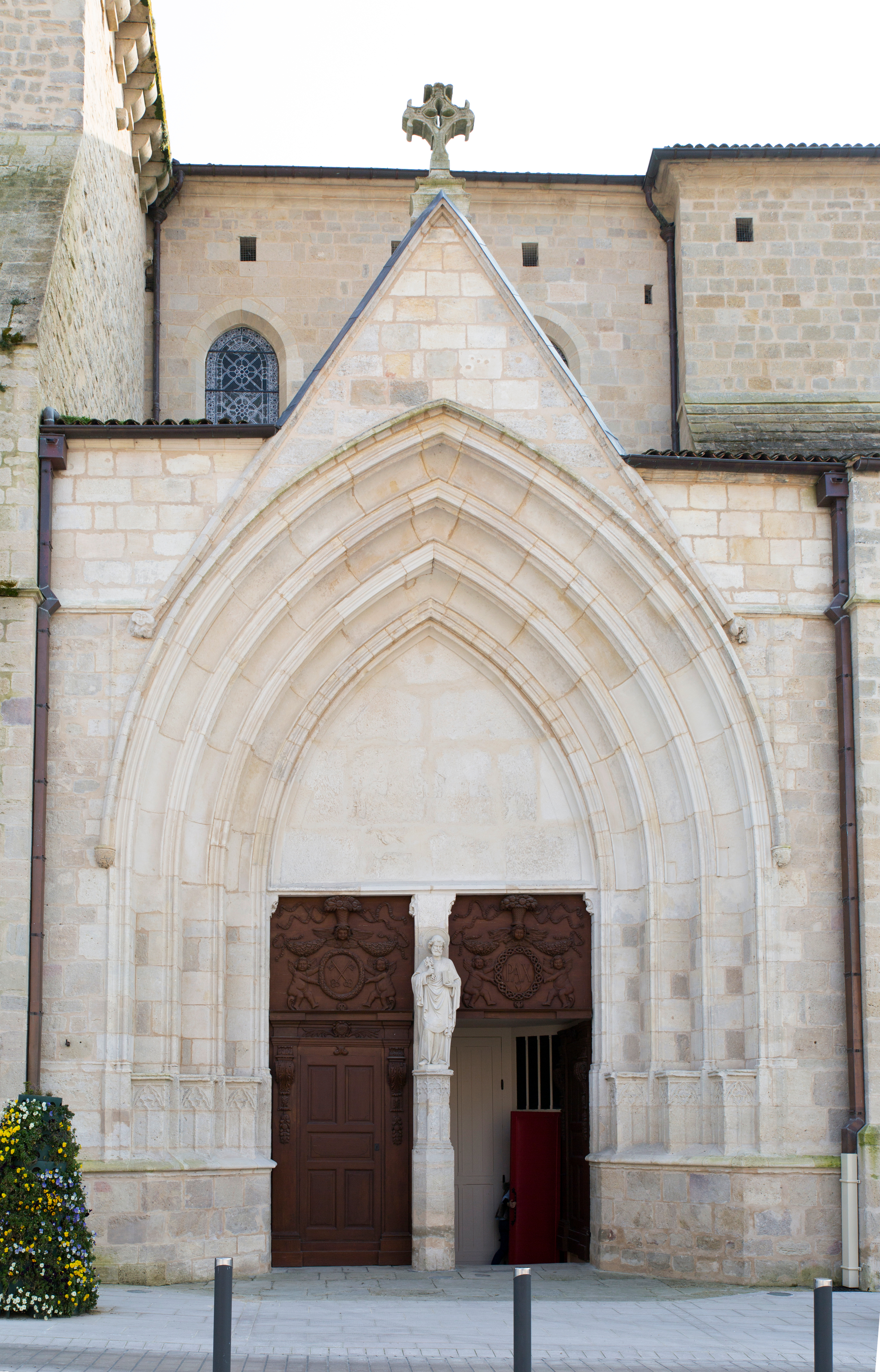
Le portail restauré en 2014 (mars 2016)
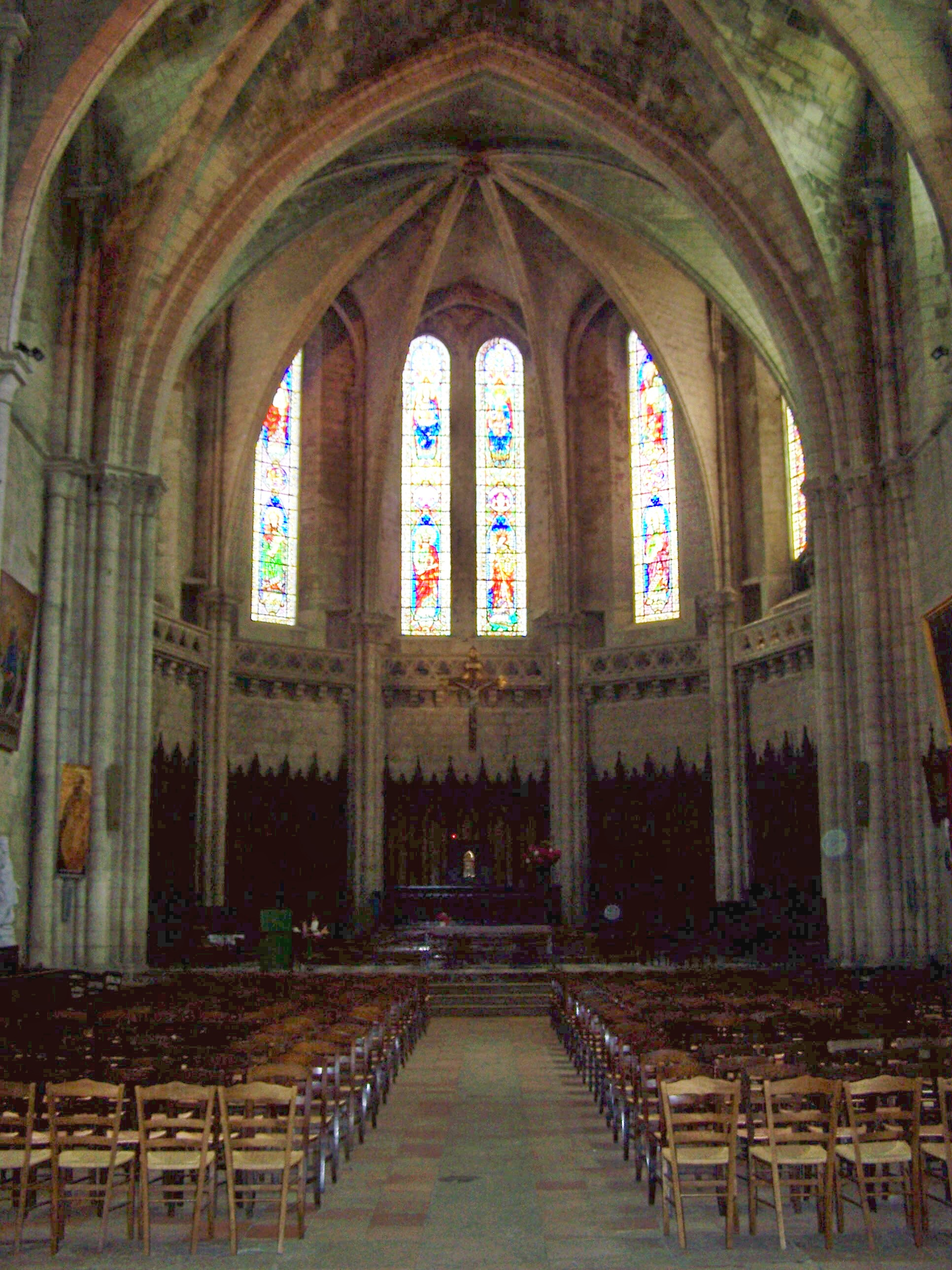
La nef (septembre 2009)
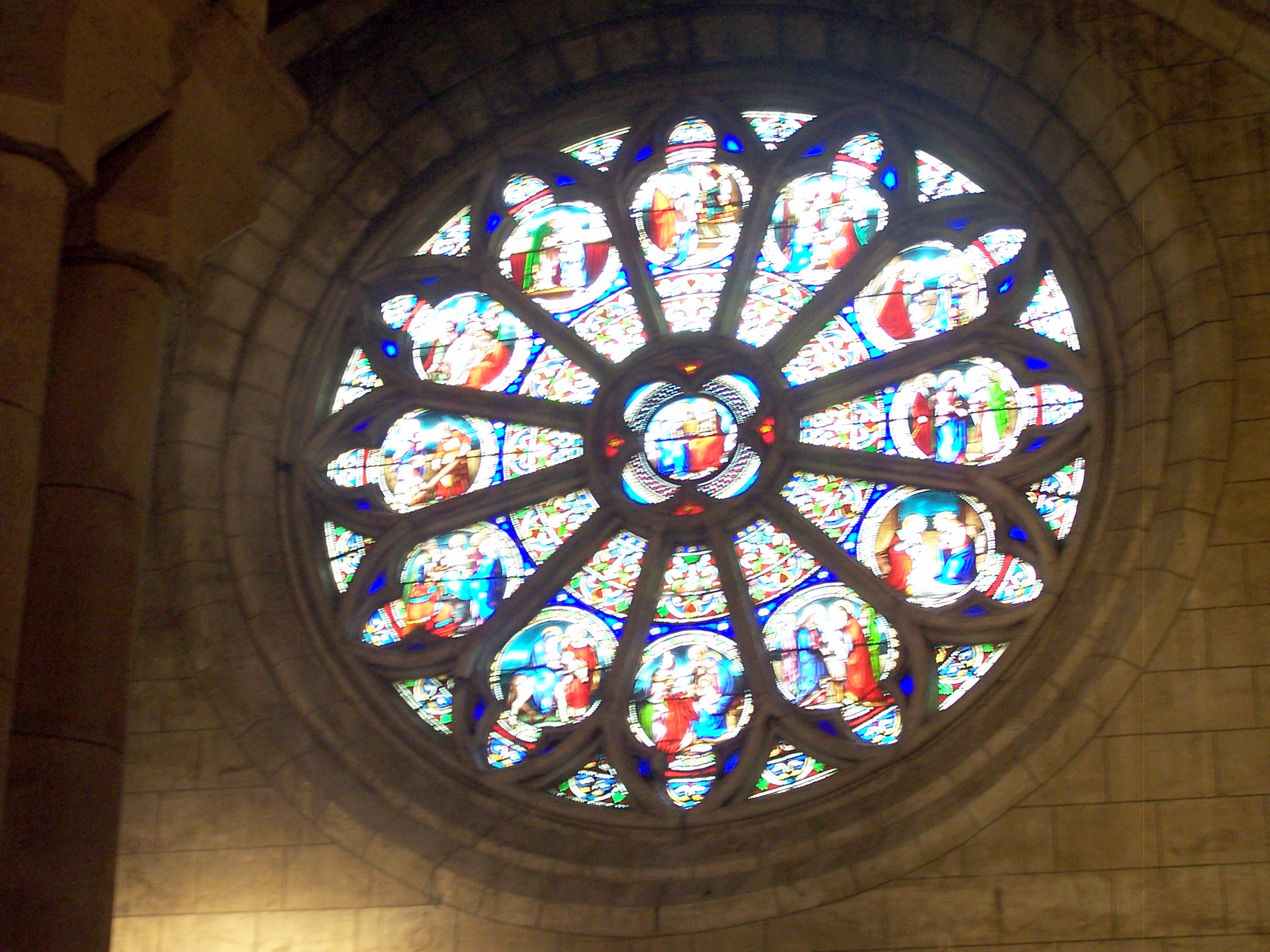
La rosace méridionale (janvier 2010)
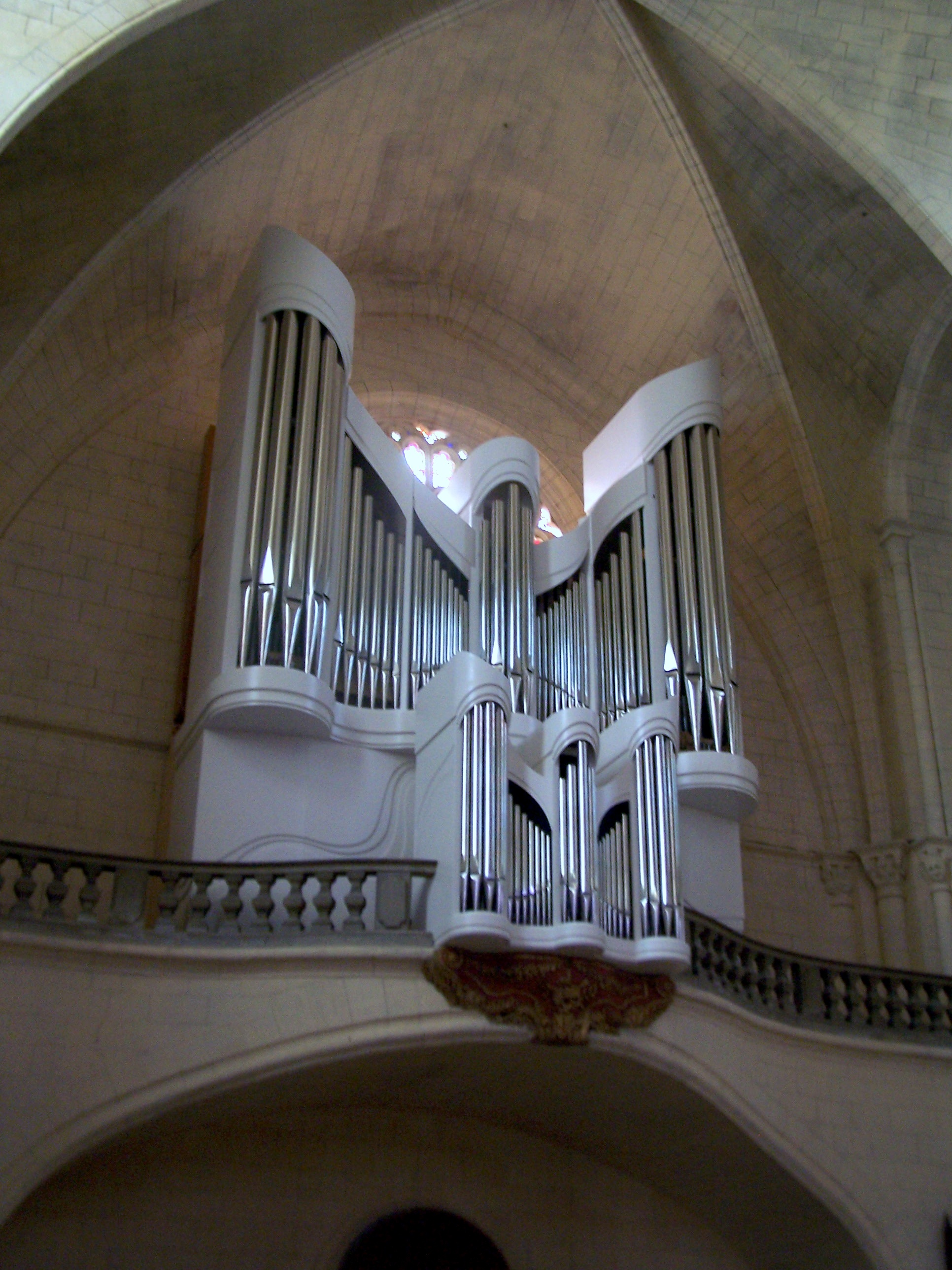
L'orgue (août 2015)
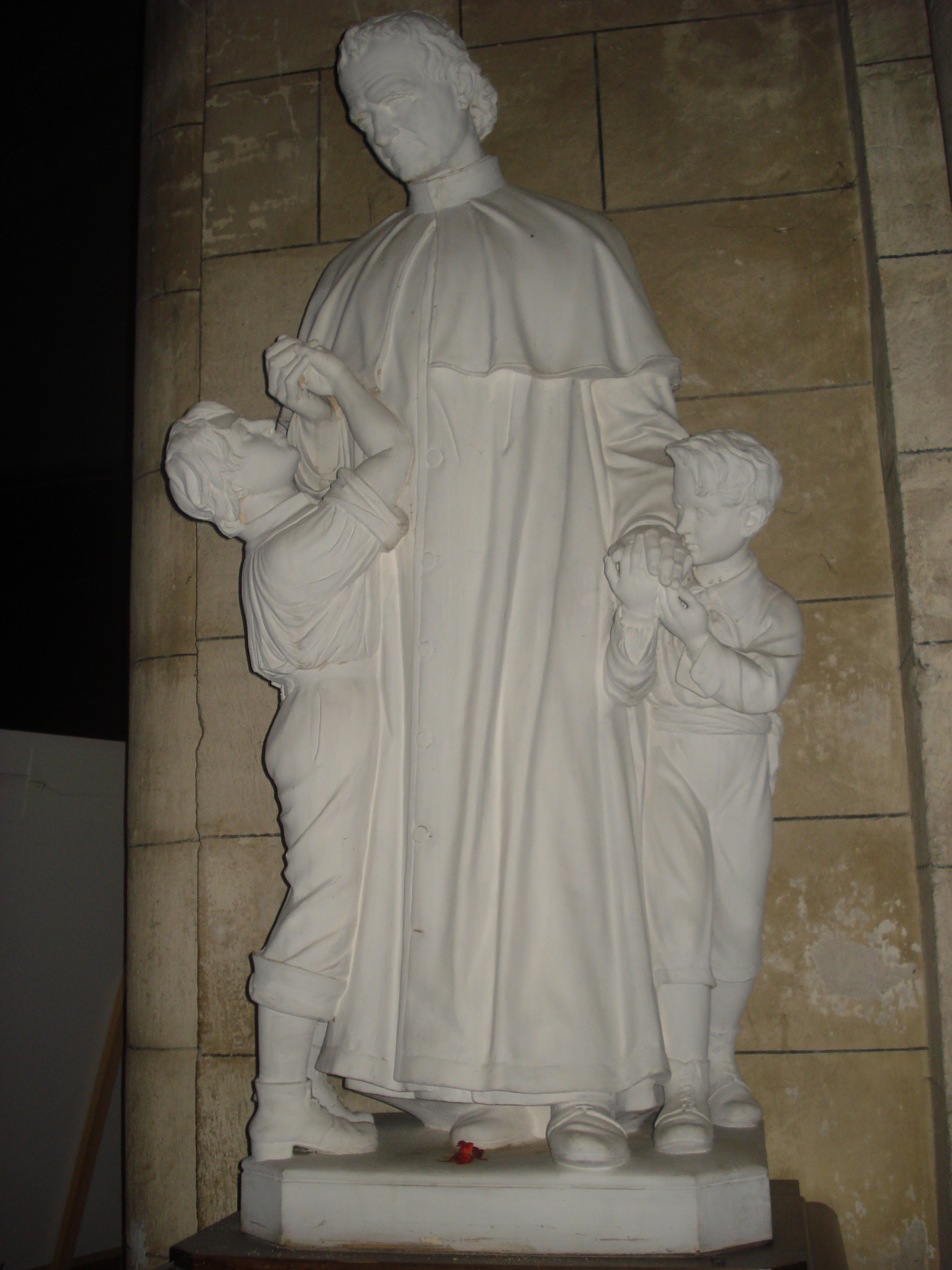
Statue de Don Jean Bosco dans l'église (août 2008).